# Fernando Prado
Fernando Andrés Prado Avelino, noto semplicemente come Fernando Prado (Carmelo, 21 marzo 2001), è un calciatore uruguaiano, difensore del Racing Club.

## Caratteristiche tecniche
È un difensore centrale.

## Carriera
Cresciuto nel settore giovanile del Racing Club, debutta in prima squadra il 20 novembre 2020 in occasione dell'incontro di Copa Diego Armando Maradona perso 2-0 contro l'Atl. Tucumán.

## Statistiche

### Presenze e reti nei club
Statistiche aggiornate al 2 gennaio 2025.
| Stagione           | Squadra            | Campionato         | Campionato | Campionato | Coppe nazionali | Coppe nazionali | Coppe nazionali | Coppe continentali | Coppe continentali | Coppe continentali | Altre coppe | Altre coppe | Altre coppe | Totale | Totale |
| Stagione           | Squadra            | Comp               | Pres       | Reti       | Comp            | Pres            | Reti            | Comp               | Pres               | Reti               | Comp        | Pres        | Reti        | Pres   | Reti   |
| ------------------ | ------------------ | ------------------ | ---------- | ---------- | --------------- | --------------- | --------------- | ------------------ | ------------------ | ------------------ | ----------- | ----------- | ----------- | ------ | ------ |
| 2019-2020          | Racing Club        | PD                 | -          | -          | CA+CdS+CdL      | 0+0+6           | 0               | CL                 | -                  | -                  | -           | -           | -           | 6      | 0      |
| 2021               | Racing Club        | PD                 | 16         | 0          | CA+CdL          | 0               | 0               | CL                 | -                  | -                  | -           | -           | -           | 16     | 0      |
| 2022               | Racing Club        | PD                 | 1          | 0          | CA+CdL          | 0               | 0               | CS                 | 0                  | 0                  | -           | -           | -           | 1      | 0      |
| 2023               | Barracas Central   | PD                 | 7          | 0          | CA+CdL          | 1+4             | 0               | -                  | -                  | -                  | -           | -           | -           | 12     | 0      |
| gen.-lug. 2024     | Racing Club        | PD                 | 0          | 0          | CA+CdL          | 0               | 0               | CS                 | -                  | -                  | -           | -           | -           | 0      | 0      |
| lug.-dic. 2024     | Imbabura           | A                  | 4          | 0          | CE              | 0               | 0               | -                  | -                  | -                  | -           | -           | -           | 4      | 0      |
| 2025               | Racing Club        | PD                 | 0          | 0          | CA              | 0               | 0               | CL                 | -                  | -                  | RS          | -           | -           | 0      | 0      |
| Totale Racing Club | Totale Racing Club | Totale Racing Club | 17         | 0          |                 | 6               | 0               |                    | 0                  | 0                  |             | -           | -           | 23     | 0      |
| Totale carriera    | Totale carriera    | Totale carriera    | 24         | 0          |                 | 11              | 0               |                    | 0                  | 0                  |             | -           | -           | 35     | 0      |